# Když Otar odešel
Když Otar odešel (v originále Depuis qu'Otar est parti…) je francouzsko-belgický hraný film z roku 2003, který režírovala Julie Bertuccelli. Snímek měl světovou premiéru na filmovém festivalu v Cannes dne 20. května 2003.

## Děj
V Tbilisi v Gruzii žijí tři generace žen. Otar, syn nejstarší Eky, odjel do Paříže hledat práci. Zemřel ale při nehodě. Eky dcera Marina a vnučka Ada před ní chtějí utajit smrt jejího syna.

## Obsazení
| Esther Gorintin    | Eka           |
| Nino Khomasuridze  | Marina        |
| Dinara Drukarova   | Ada           |
| Temur Kalandadaze  | Tenguiz       |
| Rusandan Bolkvadze | Roussiko      |
| Saša Sarišvili     | Alexi         |
| Duta Širtladze     | Niko          |
| Zura Natrošvili    | sousedka Mika |

## Ocenění
- Semaine de la critique: Grand Prix a Grand Rail d’or pro celovečerní film
- Mezinárodní ženský filmový festival v Salé: Velká cena
- César: nejlepší filmový debut (Julie Bertuccelli), nominace na nejlepší původní scénář nebo adaptaci (Julie Bertuccelli, Roger Bohbot a Bernard Renucci)
- Cena Marguerite Durasové